# Dominik Nowak (trener)
Dominik Nowak (ur. 7 lutego 1972 w Łodzi) – polski piłkarz i trener.

## Kariera trenerska
Przez wiele lat związany był z Górnikiem Polkowice, w którym pracował jako trener młodzieży, rezerw, asystent przy pierwszym zespole, wreszcie w latach 2006–2011 trener główny. Zatrudniany był też we Flocie Świnoujście, Motorze Lublin i Wigrach Suwałki. W latach 2017–2020 prowadził Miedź Legnica, którą wprowadził po raz pierwszy w dziejach klubu do Ekstraklasy; spadek nastąpił już po jednym sezonie. Od 16 kwietnia 2021 roku do 29 listopada był trenerem Korony Kielce.
Od maja 2022 do marca 2023 trener GKS Tychy, który prowadził w 24 meczach ligowych (7 wygrał, 6 zremisował, 11 przegrał); sezon 2021/2022 zakończył na 12. miejscu, a w momencie jego zwolnienia w sezonie 2022/2023 GKS był jedenasty w tabeli.